# Paul Schmidt-Carell
Paul Schmidt-Carell (till 1984 Paul (Karl) Schmidt, författarpseudonym Paul Carell), född 2 november 1911 i Kelbra, död 20 juni 1997 i Rottach-Egern, var en tysk nazist, journalist och författare. Under andra världskriget var han presschef i det tyska utrikesministeriet och SS-Obersturmbannführer. På 1950-talet arbetade han som journalist för Die Zeit och Der Spiegel, under 1960-talet som frilansande journalist för olika tidskrifter och tidningar inom Axel Springers förlag. Med början på 1960-talet skrev han flera bästsäljande böcker om andra världskriget. 

## Karriär i Nazistpartiet
Paul Schmidt gick med i nazistpartiet 1931 och blev SS-medlem 1938. Han avlade examen vid Kiels universitet 1934, och arbetade därefter som assistent vid dess psykologiska institution. Han var studentledare inom nazisternas studentorganisation. 
Schmidt blev befordrad till Obersturmbannführer i SS 1940. Samma år blev han presschef åt utrikesminister Joachim von Ribbentrop. Han var ansvarig för utrikesministeriets nyhets- och pressavdelning. 
Schmidts huvuduppgift blev att leda ministeriets dagliga presskonferens. Han anses därigenom vara en av de mest betydelsefulla propagandisterna för Nazi-Tyskland. Schmidt ansvarade också för propagandamagasinet Signal, som publicerades på flera språk i såväl ockuperade som neutrala länder.  
Den svenska journalisten Arvid Fredborg har beskrivit Paul Schmidt på följande sätt i sin bok Bakom stålvallen:
Han är ... ovärderlig på sin ömtåliga post. Intelligent, snabbtänkt, slagfärdig, ja bitande i repliken, utan några som helst moraliska eller andra hämningar kan han i varje given situation lägga ut texten... Envoyén Schmidt kan ibland göra ett fascinerande intryck. I allmänhet verkar han dock frånstötande som människa. I det personliga umgänget är han fullkomligt hänsynslös, och den kanske viktigaste anledningen till den impopularitet han är föremål för är hans underhuggarfasoner.
Paul Schmidt anhölls 6 maj 1945 av de allierade och kvarhölls i två och ett halvt år. Det var länge oklart om han skulle bli åtalad eller inte. I rättegången rörande det tyska utrikesministeriet, Ministerierättegången, som var en av Nürnbergrättegångarna, framträdde han som åklagarens vittne, och beskrev sig själv som en kämpe för pressfrihet.

## Efter andra världskriget
Schmidt arbetade efter kriget som journalist och författare. Han blev en betydelsefull medarbetare inom Axel Springers förlag men också till Axel Springer personligen, då han fungerade som hans rådgivare inom säkerhetsfrågor samt talskrivare, levnadstecknare och säkerhetschef, det senare fram till förläggarens död 1985.
Mellan åren 1965 och 1971 utredde Statsåklagaren i Verden honom för inblandning i Förintelsen av ungerska judar. Åtalet lades dock ner.